# 七十三 (電視劇)
《七十三》是由香港電視廣播有限公司於1973年至1976年拍攝製作的時裝處境喜劇。
此劇為無綫電視拍攝製作第一部處境劇集，後來得到雲絲頓香煙作冠名贊助，並改名為《雲絲頓七十三》。
此劇的演員有劉天賜、曾勵珍、李燕萍、劉一帆、熊德誠、葛劍青、鮑漢琳、陳劍雲（賣魚勝）、余慕蓮（賣魚勝之妹）、許冠文等。後來由楚原改編成電影《香港73》。
片頭位置是從上環善慶街眺望歌賦街33號。

## 故事大綱
香港某條街道「73」號的一層樓宇，住了兩伙人家：陳家為樓宇的包租人，徐家則為房客。劇集透過兩伙人家的日常生活情節，反映當時的社會題材，例如首集題材是當年開始實施的「老人生活津貼」（即現時俗稱的「生果金」）。

## 另見
- 七十二家房客，1973年由楚原執導的香港粵語電影